# Hector France
Pour les articles homonymes, voir France (homonymie).
Hector Nicolas Alphonse Marie France, dit Hector France, né le 5 juillet 1837 à Mirecourt (Vosges) et mort le 19 août 1908 à Rueil-Malmaison (Hauts-de-Seine) est un écrivain, enseignant, journaliste, traducteur français . 
Ancien militaire, il rejoint la Commune de Paris puis se réfugie à Londres pour échapper à la répression. Devenu romancier, professeur et journaliste, il est à l'origine de la création d'un comité boulangiste afin de soutenir l'action du général boulanger en France. 
Ses nombreux romans sont écrits dans un style très réaliste et sans concession.

## Biographie

### Jeunesse et carrière militaire
Fils de Joseph France (Albestroff, 1787-1869), lieutenant-commandant de gendarmerie à Mirecourt en 1837, et de Marie Françoise Cécile Daniel. La famille suit les affectations de Joseph, devenu chef d'escadron à la gendarmerie coloniale, qui, au début des années 1840, se trouve dans les Caraïbes : témoin du sort des esclaves, Joseph publie en 1846, La Vérité et les faits, ou l'Esclavage à nu dans ses rapports avec les maîtres et les agents de l'autorité. Sa protestation est suivie par une Lettre à MM. les membres de la Chambre des députés datée 11 juin 1847, au moment où la question de l'esclavage dans les colonies françaises est discutée, entre autres par Ledru-Rollin et Victor Schœlcher. Devenu retraité, Joseph s'installe ensuite à Issoudun et se porte candidat aux élections législatives de 1848.
Fin des années 1850, le jeune Hector, après un échec à Saint-Cyr, s'engage dans un régiment de spahis : ce fut l'Algérie, une expérience de près de dix années qu'il va retranscrire en partie dans son roman Sous le burnous (1886), de loin son plus grand succès, tant national qu'international.
Mais auparavant, rappelé à Paris, il est mêlé, en 1870-1871, à la Commune de Paris, et embrasse le parti des communards. 

### Le romancier londonien
Durement réprouvé, et voulant échapper à la répression, il doit s'exiler à Bruxelles puis à Londres : là, il apprend en 1879, par la voix du sénateur Philippe Le Royer que la loi d'amnistie l'exclue. Intégré à la vie londonienne, il devient professeur de français, de dessin, d’histoire et d’arabe. Il fonde avec ses camarades d'exil, le journal L’Avenir, et est recruté comme enseignant par la prestigieuse Académie royale militaire de Woolwich, de janvier 1880, jusqu’à sa démission, le 19 juillet 1895.
Hector France arrive en littérature grâce à Henry Kistemaeckers, éditeur bruxellois, proche des exilés français, qui publie son premier texte, Le Roman d'un curé (1877), œuvre très réaliste et anticléricale, immédiatement interdite en France.
Proche de loges maçonniques implantées à Londres, il rencontra de nombreux artistes comme Alphonse Legros et des érudits comme Richard Francis Burton, qui appréciait hautement Sous le burnous, qui fut traduit sous le titre Musk, Hashish and Blood, sans doute par le biais de Leonard Smithers et une confrérie d'éditeurs londoniens spécialisés dans les ouvrages à caractère érotique. Dédié à son ami Edmond Lepelletier, voici un des premiers textes qui détourna les clichés de l’orientalisme pour les transcender en des récits, d’une rare violence, qui montre, sous l’exotisme et l’ironie, une critique radicale de la colonisation,,.
Ses contacts en France étaient nombreux : le singulier Maurice Lachâtre avec lequel il tente de donner une suite aux Mystères de Paris, l'inclassable Hugues Rebell, et bien d'autres.
Hector France fut mariée à Irma Clare (1849-1933), une Britannique d'une grande beauté dont Henri-Edmond Cross fait le portrait en 1891 (Madame Hector France [titre originel], musée d'Orsay). Elle divorça puis épousa ce dernier en 1893.

## Ouvrages publiés
- [anonyme] Le Roman du curé, Bruxelles, H. Kistemaeckers, 1877.
  - rééd. Paris, Éditions Henri Oriol, 1884, 452 p. (BNF 30457855)
- [anonyme] L'Homme qui tue ! Les bureaux arabes sous le Second Empire : Le Ventre de Lalla-Fathma et L'Assaut des lupanars, préface de Léon Cladel, 2 vol., Bruxelles, H. Kistemaeckers, 1878 — lire en ligne.
- L’Amour au pays bleu, Paris, Éditions Alphonse Lemerre, 1880, 291 p. (BNF 30457826)
- Le Péché de sœur Cunégonde, Paris, Éditions Chauvin, 1880, 483 p. (BNF 30457846)
- Les Cent Curés paillards, Paris, Librairie du progrès, 1883, p. (BNF 30457834)
- Marie Queue-de-Vache, Paris, Librairie du progrès, 1883, 481 p. (BNF 30457840)
- Les Va-nu-pieds de Londres, Paris, G. Charpentier et Cie Éditeurs, 1883, 332 p. (BNF 30457861)
- La Pudique Albion. Les Nuits de Londres, Paris, G. Charpentier et Cie Éditeurs, 1885, p. (BNF 30457850)
- Sous le burnous, Paris, G. Charpentier et Cie Éditeurs, 1886, 333 p. (BNF 30457858)[13]
  - (en) traduit en anglais par Alfred Allison sous le titre : Musk, Hashish and Blood, ill. par des dessins de Paul Victor Avril, Paris, Éditions Charles Carrington, 1902, 447 p. (BNF 30457859)
  - (en) texte ci-dessus réimprimé avec 22 gravures en couleurs de Paul Victor Avril, [New York, Falstaff Press] London and Paris, Printed for Subscribers Only, 1900 [1930].
- L’Armée de John Bull, Paris, G. Charpentier et Cie Éditeurs, 1887, 344 p. (BNF 30457830)
- Ketty Culbute, suivi de La Révolte des Tramps et de La Gigue d'Ève, Bruxelles, Messageries de le Presse, 1887, 12 p. (BNF 30457839)
- Sac au dos à travers l’Espagne, Paris, G. Charpentier et Cie Éditeurs, 1888, 320 p. (BNF 30457857)
- La Vierge russe, Paris, H. Geffroy, 1893, 800 p. (BNF 30457844)
- Dictionnaire de la langue verte. Archaïsmes, néologismes, locutions étrangères, patois, Paris, Librairie du progrès, 1890, 495 p. (BNF 32124091)
- Roman d'une jeune fille pauvre, Paris, H. Geffroy, 1896, 1763 p. (BNF 30457854)
- Les Mystères du monde, par Hector France, suite et fin des « Mystères du peuple », par Eugène Sue…, Paris, Éditions Maurice Lachâtre, 1898, 800 p. (BNF 30457844)
- L’Outrage, Paris, H. Geffroy, 1900, 968 p. (BNF 30457845)
- Croquis d'outre-Manche, Paris, Éditions Eugène Fasquelle, 1900, 293 p. (BNF 30457835)
- Au pays de Cocagne, principauté de Monaco, Paris, Éditions Eugène Fasquelle, 1902, 297 p. (BNF 30457831)
- Le Beau Nègre : roman de mœurs sud-américaines, ill. de Louis Malteste, Paris, Éditions C. Carrington, 1902, 414 p. (BNF 30457832)
- La Fille du garde-chasse, Paris, H. Geffroy, 1903, 1544 p. (BNF 30457837)
- Un Parisien en Sibérie, première partie, Le Tueur de Cosaques, Paris, Éditions A.-L. Guyot, 1906, 187 p. (BNF 30457860)